# Rockers Revenge
Rockers Revenge est le nom d'un groupe de musique monté par le producteur Arthur Baker en 1982. Le groupe est surtout connu pour son tube post-disco de 1982 Walking on Sunshine, qui a atteint la première place du Dance Chart américain et la quatrième place du Dance Chart britannique.

## Biographie
Le projet était une collaboration entre le producteur de musique Arthur Baker et le chanteur de reggae Donnie Calvin. Arthur Baker s'est principalement concentré sur l'ingénierie et le mixage tandis que Donnie Calvin a assuré le chant principal. Tina B, la femme d'Arthur Baker, a contribué aux chœurs, à l'écriture et aux arrangements. Il y avait également un choriste appelé Dwight Hawkes. Le groupe a expérimenté les premiers éléments de la musique freestyle.
Les mixes des clubs de danse ont été créés par Jellybean Benitez. La première entrée du groupe dans le hit-parade du Hot Dance Club Play, Walking on Sunshine (une composition d'Eddy Grant, avec les voix de Donnie Calvin) a été numéro 1 du hit-parade de la danse aux États-Unis en 1982. Le titre a atteint la 4e place du classement des singles au Royaume-Uni en septembre 1982. Les chansons suivantes The Harder They Come (1983) et Living For the Weekend (1984) ont également été répertoriées.
En 1988, le morceau Love Is on Our Side est apparu sur Rough House Vol. 1, un album de compilation de musique house ancienne. Début 2005, Walking on Sunshine est rééditée sur le label américain Gossip, avec des remixes de Hott 22 et Live Element. Un autre morceau de Rockers Revenge appelé Battle Cry est présent sur la bande son du film Beat Street.
Le projet est dissous en 1984, en raison du manque de succès : Arthur Baker passe à d'autres projets et Donnie Calvin se retire de la carrière musicale.

## Discographie

### Albums
- 2017 : The Streetwise Sessions

### Singles
- 1982 : Sunshine Partytime
- 1982 : Walking on Sunshine - #1 Dance, UK#4
- 1983 : The Harder They Come - #13 Dance, UK#30
- 1983 : There Goes My Heart
- 1984 : Battle Cry
- 1984 : Living For The Weekend (Let's Work)[3]